# Ettore Mangano
Ettore Mangano (Palermo, 12 maggio 1905 – ...) è stato un politico italiano.

## Biografia
Laureato in Economia e Commercio. Ufficiale dei Bersaglieri di complemento, combatté della seconda guerra mondiale. Nel 1948 fu il primo segretario provinciale del M.S.I. di Agrigento e si candidò alla Camera dei deputati nel collegio Trapani, Palermo, Agrigento, Caltanissetta, dove si classificò terzo.
Fu eletto deputato all'Assemblea regionale siciliana nel collegio di Agrigento per il Movimento Sociale Italiano, subentrando a Edoardo Marino nel 1953 e poi confermato nel 1955.
Nel 1958 venne eletto assessore regionale all'industria e Commercio nella giunta di Silvio Milazzo, un governo che vedeva insieme comunisti e missini con la DC all'opposizione, fino al 1959, e che fu noto come Milazzismo
Rieletto all'ARS nel 1959, fu Deputato Questore. Riconfermato nel 1963, fu Rettore ordinario dell'Amministrazione provinciale di Agrigento e commissario prefettizio del comune di Lucca Sicula